# Grijze worteluil
De grijze worteluil (Agrotis cinerea) is een nachtvlinder uit de familie van de uilen, de Noctuidae.
De wetenschappelijke naam cinerea (Latijn voor "asachtig") verwijst naar de kleur van de voorvleugels.

## Beschrijving
De voorvleugellengte bedraagt tussen de 13 en 17 millimeter. De grondkleur van de voorvleugels is een variabele grijstint. Over de vleugel lopen enige onduidelijke dwarslijnen. De niervlek is klein en meestal niet opvallend, de ringvlek is soms helemaal afwezig. De achtervleugel is vuilwit.

## Waardplanten
De grijze worteluil gebruikt diverse kruidachtige planten als waardplanten. De rups is te vinden van juni tot april. De soort overwintert als volgroeide rups.

## Voorkomen
De soort komt verspreid over Europa, het noorden van Klein-Azië en Marokko voor. De habitat bestaat uit kalkgrasland, steengroeven, heide en duin.

### In Nederland en België
De grijze worteluil is in Nederland een zeldzame en in België een zeer zeldzame soort. De soort wordt in Nederland vooral in de duinen waargenomen, in België is de soort vooral gemeld uit het zuiden. De vlinder kent één generatie die vliegt van halverwege april tot in juli.